# Alfonso Pérez (piłkarz)
Alfonso Pérez Muñoz (ur. 26 września 1972 w Getafe) – hiszpański piłkarz grający na pozycji napastnika. Brat Ivána Péreza Muñoza, również piłkarza.

## Kariera klubowa
Alfonso Pérez zawodową karierę rozpoczynał w 1990 roku w Realu Madryt. Początkowo o miejsce w składzie rywalizował z takimi zawodnikami jak Emilio Butragueño, Hugo Sánchez i Sebastián Losada. W późniejszym czasie do Madrytu trafili tacy gracze jak Iván Zamorano i Raúl González, którzy również rywalizowali o miejsce w ataku Realu. Przez 5 sezonów spędzonych w ekipie „Królewskich” Alfonso rozegrał w Primera División 88 meczów i strzelił 13 goli. Razem z drużyną z Santiago Bernabéu w 1993 roku zdobył Puchar Króla i Superpuchar Hiszpanii, a w sezonie 1994/1995 mistrzostwo kraju.
Latem 1995 roku Alfonso trafił do Realu Betis. W debiutanckim sezonie w linii ataku grał najczęściej z Pierem oraz Wojciechem Kowalczykiem. Podczas rozgrywek 1996/1997 Alfonso w 41 ligowych występach zdobył 25 goli, co po Ronaldo dało mu 2. miejsce w klasyfikacji najlepszych strzelców Primera División. W kolejnym sezonie Hiszpanowi w ataku partnerował Oli. Łącznie Alfonso wystąpił w 152 ligowych meczach Betisu i strzelił 57 goli.
W 2000 roku Péreza wykupiła FC Barcelona, jednak w barwach „Katalończyków” Alfonso nie potrafił wywalczyć sobie miejsca w podstawowym składzie. W sezonie 2000/2001 zanotował 17 występów w Primera División i zdobył tylko 2 gole. Kolejne rozgrywki również rozpoczął jako rezerwowy i w styczniu 2002 roku został wypożyczony do francuskiego Olympique Marsylia. Tam wystąpił w 11 pojedynkach i 4 razy udało mu się wpisać na listę strzelców.
Latem 2002 roku Alfonso powrócił do Barcelony, która sprzedała go do Realu Betis. Hiszpan spędził tam ostatnie 3 lata swojej kariery strzelając 10 goli w 45 meczach.

## Kariera reprezentacyjna
Jako zawodnik Realu Madryt Alfonso występował w młodzieżowych reprezentacjach Hiszpanii do lat 19 i 21. Latem 1992 roku wystąpił na Igrzyskach Olimpijskich w Barcelonie, na których razem z drużyną narodową wywalczył złoty medal pokonując w finale Polskę. Oficjalny debiut w reprezentacji Hiszpanii Alfonso zanotował 9 września 1992 roku w zwycięskim 1:0 towarzyskim meczu przeciwko Anglii. Następnie razem z zespołem narodowym dotarł do ćwierćfinału Euro 1996, a na turnieju strzelił 1 bramkę w meczu grupowym z Bułgarią. W 1998 roku wystąpił na Mistrzostwach Świata we Francji, gdzie Hiszpanie odpadli już w rundzie grupowej. Ostatnim wielkim turniejem w karierze Alfonso było Euro 2000, na którym razem ze swoją drużyną dotarł do ćwierćfinału. Hiszpański piłkarz zdobył 2 gole w zwycięskim 4:3 pojedynku rundy grupowej z Jugosławią, w tym decydującą o wygranej w 95. minucie. Łącznie dla reprezentacji Hiszpanii Alfonso rozegrał 38 spotkań i strzelił 11 bramek.